# Hints
Hints – wieś w Anglii, w hrabstwie Staffordshire, w dystrykcie Lichfield. Leży 32 km na południowy wschód od miasta Stafford i 168 km na północny zachód od Londynu.